# It's DA Free Style
It's DA Free Style（イッツ・ダ・フリー・スタイル）は、1995年（平成7年）4月6日から2009年（平成21年）3月までエフエム秋田で放送されていた、リクエスト番組。

## 概要
洋楽邦楽問わずリスナーからのリクエストに答えていた。また、マンスリーソング協力店のチャートも紹介していた。さらに、年末にはエフエム秋田のマンスリーソング振り返りとして紹介されていた。2009年3月に番組が終了し、この形式は、同年4月にスタートした「Freak☆Rush!」に引き継がれた。

## 放送時間
毎週木曜　18:00〜19:55

## パーソナリティー
- 高橋航（元エフエム秋田アナウンサー）
- 桜庭みさお
- 佐々木舞子